# Merodon kiritshenkoi
Merodon kiritshenkoi är en tvåvingeart som först beskrevs av Stackelberg 1960.  Merodon kiritshenkoi ingår i släktet narcissblomflugor, och familjen blomflugor. Inga underarter finns listade i Catalogue of Life.